# Landgoed Hagevoort

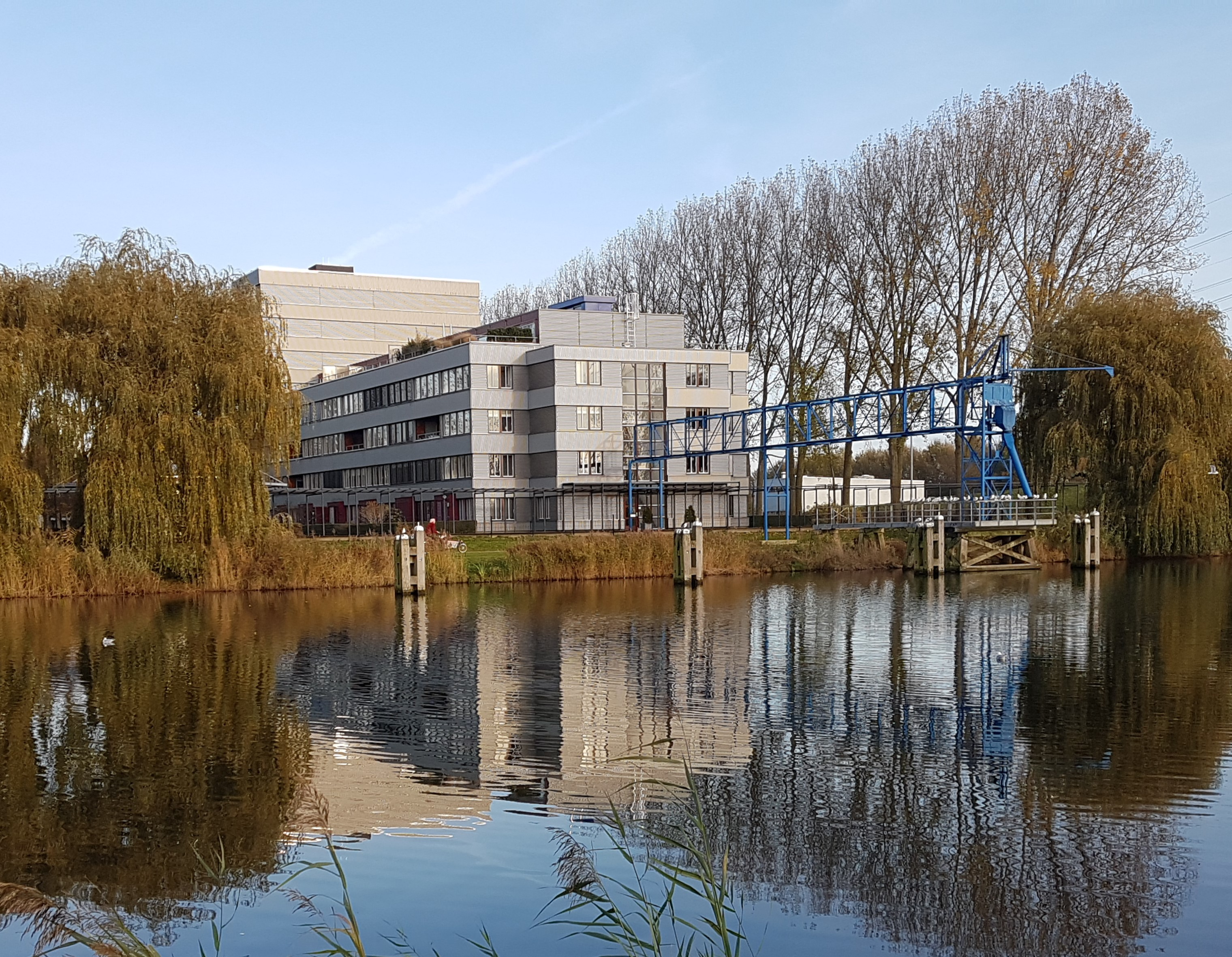
Landgoed Hagevoort aan de Hoge Vaart in Almere

Hagevoort is een landgoed en voormalige graansilo in Almere.

## Graansilo
De polder Zuidelijk Flevoland is in 1968 drooggelegd en is vanaf dan voornamelijk landbouwgebied. Het graan werd voornamelijk per schip via de vaarten afgevoerd. In 1973-1974 wordt de silo Hagevoort aangelegd aan de oostoever van de Hoge Vaart, in wat tegenwoordig Almere Stad is. Rond de 26 meter hoge silo werd een dubbele rij populieren aangeplant, als beschutting tegen de wind in de dan nog open polder.
In Flevoland was het gebruikelijk dat silo's de naam kregen van de vaart waar ze aan lagen, maar er lag al een andere silo met deze naam elders in de polder. Vergaderingen over de naam leverden niets op, maar een typiste kon het handschrift van de notulen niet ontcijferen en typte de naam uit als Hagevoort, wat vervolgens gekozen werd.
In het silocomplex worden vanaf 1974 granen gescheiden, gezuiverd, gedroogd en opgeslagen, en overgeslagen op binnenvaartschepen naar o.a. Amsterdam. Eind jaren '80 van de 20e eeuw nam het gebruik van de silo af en in 1997 werd de laatste cel geleegd, terwijl de woonwijk Tussen de Vaarten (de naam slaat op de ligging tussen de Hoge en Lage Vaart) werd opgebouwd.

## Landgoed
Na de sluiting was er discussie over de bestemming van de silo, er werd door jongeren gepleit voor uitgaansgelegenheden, studentenhuisvesting en ateliers, voorzieningen waar Almere op dat moment een tekort aan had. In 1998 schreef de gemeente een ontwerpwedstrijd uit naar mogelijke herbestemming, met als voorwaarden dat deze zou verwijzen naar de oorspronkelijke functie en dat het geen nachtelijke uitgaansgelegenheid zou worden.
Uiteindelijk werd het plan van Heijmans Vastgoedontwikkeling en architect KuiperCompagnons gekozen.
Vanwege de in het pand aanwezige asbest zijn de silo's gesloopt en is er een nieuw gebouw in hetzelfde profiel neergezet, met 31 appartementen in een landgoedsetting met paviljoens en een oprijlaan met brug.
Enkele elementen uit het siloverleden, zoals de laadbrug aan de vaart en de kafscheider getuigen van het industriële verleden van het complex.